# Oguł Kajmysz
Oguł Kajmysz (ur. ? zm. 1251) – regentka imperium mongolskiego w latach 1248–1251. Żona Gujuka.

## Życiorys
Usiłowała doprowadzić do wyboru na wielkiego chana któregoś z przedstawicieli linii Ugedeja: Sziremuna, lub swego syna Kuczę, lecz dla żadnego z nich nie znalazła poparcia. Przyjmowała poselstwo francuskie od Ludwika IX. Zażądała od niego, by Francja zaczęła płacić daninę Chanowi. Po mężu odziedziczyła wrogość Batu-chana, który stał na czele opozycji przeciw niej i przeprowadził wybór Mongkego na Wielkiego Chana. Oguł Kajmysz podobnie jak większość członków rodów Ugedeja i Czagataja nie uznała tego wyboru. Z rozkazu nowego chana została utopiona, podobną śmierć poniósł później jej syn Kucza.